# Shawan (Leshan)

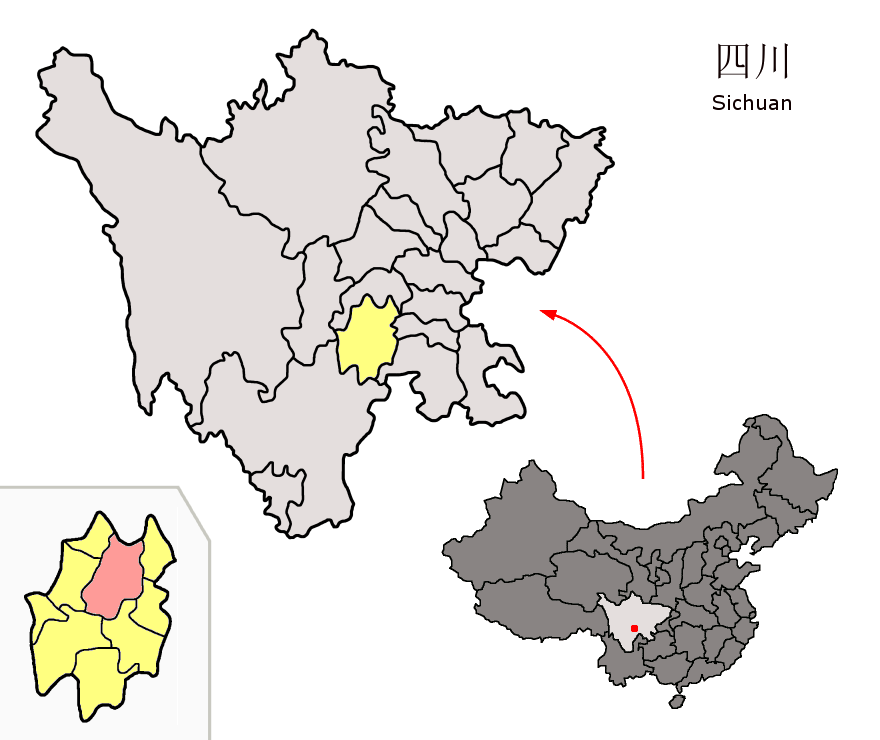
Lage des Gebietes der drei zusammenhängenden Stadtbezirke (rosa) von Leshan (gelb).

Shawan (chinesisch 沙湾区, Pinyin Shāwān Qū) ist ein Stadtbezirk der bezirksfreien Stadt Leshan in der chinesischen Provinz Sichuan. Er hat eine Fläche von 603,5 km² und zählt 144.931 Einwohner (Stand: Zensus 2020).